# Tillandsia zoquensis
Tillandsia zoquensis är en gräsväxtart som beskrevs av Renate Ehlers. Tillandsia zoquensis ingår i släktet Tillandsia och familjen Bromeliaceae. Inga underarter finns listade i Catalogue of Life.